# Ákos Tolnay

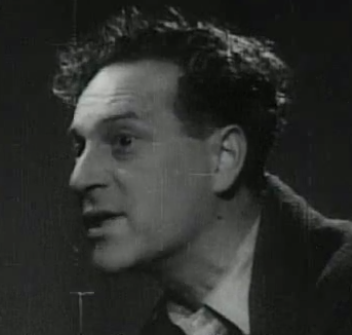
Un primo piano di Ákos Tolnay in Roma città aperta (1945)

Ákos Tolnay (Seghedino, 18 gennaio 1903 – Roma, 7 febbraio 1981) è stato uno sceneggiatore e attore ungherese.

## Biografia

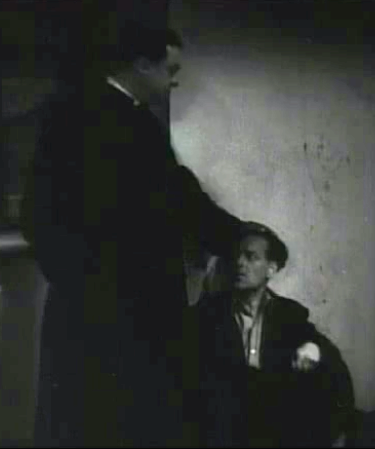
Ákos Tolnay in una scena di Roma città aperta con Aldo Fabrizi

Lavorò principalmente come sceneggiatore in quasi quaranta film, dapprima in Francia e poi in Italia, dove si stabilì, dal 1934 al 1959. Partecipò come attore ad alcuni film, tra cui Roma città aperta, dove ebbe il ruolo del disertore austriaco. Morì nella capitale italiana il 7 febbraio 1981, all'età di 78 anni, venendo poi sepolto al Cimitero Flaminio.

## Filmografia

### Attore
- A fogadalom, regia di J. Béla Geröffy (1920)
- Roma città aperta, regia di Roberto Rossellini (1945)

### Sceneggiatore
- La danza degli elefanti, regia di Robert J. Flaherty e Zoltán Korda (1937)
- Trappola d'oro (Thunder in the City), regia di Marion Gering (1937)
- Caravaggio, il pittore maledetto, regia di Goffredo Alessandrini (1941)
- La famiglia Brambilla in vacanza, regia di Carl Boese (1941)
- Due cuori fra le belve, regia di Giorgio Simonelli (1943)
- La carne e l'anima, regia di Vladimir Striževskij (1945)
- Altura, regia di Mario Sequi (1949) – anche produttore
- La voce del silenzio, regia di Georg Wilhelm Pabst (1953)
- Agi Murad, il diavolo bianco, regia di Riccardo Freda (1959)